# Давид ди Донателло 2002
47-я церемония вручения наград премии «Давид ди Донателло» состоялась 10 апреля 2002 года на студии «Чинечитта».

## Победители и номинанты

### Лучший фильм
- Великий Медичи: Рыцарь войны, режиссёр Эрманно Ольми
- Рождённые ветром, режиссёр Сильвио Сольдини
- Свет моих очей, режиссёр Джузеппе Пиччони

### Лучшая режиссура
- Эрманно Ольми — Великий Медичи: Рыцарь войны
- Сильвио Сольдини — Рождённые ветром
- Джузеппе Пиччони — Свет моих очей

### Лучший дебют в режиссуре
- Марко Понти — Санта Марадона
- Винченцо Марра — Возвращаясь домой
- Паоло Соррентино — Лишний человек

### Лучший сценарий
- Эрманно Ольми — Великий Медичи: Рыцарь войны
- Дориана Леондефф и Сильвио Сольдини — Рождённые ветром
- Паоло Соррентино — Лишний человек

### Лучший продюсер
- Луиджи Мусини, Роберто Чикутто, Эрманно Ольми (Cinema11undici), RAICinema, Studiocanal e Taurusproduktion — Великий Медичи: Рыцарь войны
- Лионнелло Черри, Луиджи Мусини, Raicinema и VegaFilm — Рождённые ветром
- Roberto Buttafarro, Mikado, Raicinema — Санта Марадона

### Лучшая женская роль
- Марина Конфалоне — Неаполитанское обаяние
- Сандра Чеккарелли — Свет моих очей
- Личия Мальетта — Красная луна

### Лучшая мужская роль
- Джанкарло Джаннини — Любовь и надежда
- Луиджи Ло Кашио — Свет моих очей
- Тони Сервилло — Лишний человек

### Лучшая женская роль второго плана
- Стефания Сандрелли — Брат и сестра
- Розалинда Челентано — Вероятно, любовь
- Яя Форте — Один сумасшедший день!

### Лучшая мужская роль второго плана
- Либеро Де Риенцо — Санта Марадона
- Лео Гульотта — Вайонт – безумие людей
- Сильвио Орландо — Свет моих очей

### Лучшая операторская работа
- Фабио Ольми — Великий Медичи: Рыцарь войны
- Лука Бигацци — Рождённые ветром
- Арнальдо Катинари — Свет моих очей

### Лучшая музыка
- Фабио Вакки — Великий Медичи: Рыцарь войны
- Лучано Лигабуэ — От ноля до десяти
- Джованни Веноста — Рождённые ветром

### Лучшая художественная постановка
- Луиджи Маркионе — Великий Медичи: Рыцарь войны
- Джанкарло Базили — Один сумасшедший день!
- Франческо Фриджери — Вайонт — безумие людей

### Лучший костюм
- Франческа Сартори — Великий Медичи: Рыцарь войны

### Лучший монтаж
- Паоло Коттигнола — Великий Медичи: Рыцарь войны
- Карлотта Кристиани — Рождённые ветром
- Массимо Фиоччи — Амнезия

### Лучший звук
- Ремо Уголинелли — Свет моих очей

### Лучший короткометражный фильм
- Non dire gatto, режиссёр Джорджо Тирабасси
- La storia chiusa, режиссёр Эмилиано Корапи
- Un paio di occhiali, режиссёр Карло Дамаско

### Лучший иностранный фильм
- Человек, которого не было, режиссёр Джоэл Коэн и Итан Коэн
- Амели, режиссёр Жан-Пьер Жёне
- Ничья земля, режиссёр Данис Танович

### Premio David scuola
- Вайонт — безумие людей, режиссёр Ренцо Мартинелли